# アンドレアス・マーシャル
アンドレアス・マーシャル（Andreas Marschall, 1961年1月13日 - ）は、ドイツ出身のイラストレーター、映像作家。

## 略歴
1961年、ドイツのバーデン＝ヴュルテンベルク州カールスルーエ生まれ。両親は画家や芸術家といった家庭環境で育つ。
1980年代初頭に漫画家として活動を始める。その後、映画のポスターや本などのイラストレーターもするようになり、ドイツ国内のロックアーティストを中心に、アルバム・カヴァーアートを手掛けるようになって知名度を広めた。
アートデザイナーの傍ら、1980年代末頃からTVや映像業界に進出して、ビデオ・クリップ制作の映像ディレクターなどを兼業する。1990年代には脚本や短編映画の監督も務めるようになり、2004年に初めて長編のホラー映画を制作。2012年と2015年にも作品を手掛けた。

## スタイル
マーシャルのイラストは、左右対称に背景画を描いたりするのが特徴で、ファンタジックな世界観や、サタニック、ホラー的な描写などに鋼質な要素を混じえた表現が得意。

## 映画監督作品
- Tears of Kali（2004年公開）
- Masks（2012年公開）
- German Angst（2015年公開）

## アートワーク作品一覧
※アルファベット順
Annihilator - アナイアレイター
- 『Bag of Tricks』（1994年）

Blind Guardian - ブラインド・ガーディアン
- 『Tales from the Twilight World』（1990年）
- 『Somewhere Far Beyond』（1992年）
- 『Imaginations from the Other Side』（1995年）
- 「Mr. Sandman」EP（1996年）
- 『The Forgotten Tales』（1996年）
- 『Nightfall in Middle-Earth』（1998年）
- 『Live』（2003年）

The Chud
- 「Don't Call Me Batman」シングル（1985年）

Coroner - コロナー
- 『Autopsy』コンピレーション（2016年）

Crossroads
- 『The Wild One』（1991年）

D.A.M.
- 『Human Wreckage』（1989年）
- 『Inside・Out』US Reissue盤（2012年）

Dark Moor - ダーク・ムーア
- 『The Hall of the Olden Dreams』（2000年）
- 『The Fall of Melnibone』（2001年）
- 『The Gates of Oblivion』（2002年）

Depressive Age
- 『Symbols for the Blue Times』（1994年）

Destruction - デストラクション
- 『Cracked Brain』（1990年）

Dimmu Borgir - ディム・ボルギル
- 『Godless Savage Garden』コンピレーション（1998年）

The Dizzy Satellites
- 「Orbit Drive」EP（1986年）

The Dogma
- 『Black Roses』（2006年）

Domain
- 『Crack In The Wall』（1991年）

Dragonheart
- 『Throne of the Alliance』（2002年）
- 『Vengeance in Black』（2005年）

End Amen
- 『Your Last Orison』（1992年）

Evil One
- 『Militia Of Death』（2010年）

Galloping Elephants
- 『The Ronald Reagan Memorial Album』（1988年）

Grave Digger - グレイヴ・ディガー
- 「Symphony of Death」EP（1994年）
- 『Heart of Darkness』（1995年）
- 『Tunes of War』（1996年）
- 「The Dark Of The Sun」EP（1997年）
- 『The History - Part One』（2002年）

Grinder
- 『Dead End』（1989年）
- 『Nothing Is Sacred』（1991年）

Helloween - ハロウィン
- 『Pumpkin Tracks』（1989年）

Hammercult
- 『Steelcrusher』（2014年）

HammerFall - ハンマーフォール
- 『Glory to the Brave』（1997年）
- 『Legacy of Kings』（1998年）
- 「I Want Out」シングル（1999年）
- 『Renegade』（2000年）
- 『Value Box』Box Set（2000年）
- 『The Templar Renegade Crusades』DVD（2002年）
- 『(r)Evolution』（2014年）[2]
- 『Built to Last』（2016年）

Hate Eternal
- 『King of All Kings』（2002年）

Holy Cross
- 『Place Your Bets』（2013年）

Immolation - イモレイション
- 『Dawn of Possession』（1991年）
- 『Here in After』（1996年）
- 『Failures for Gods』（1999年）
- 『Close to a World Below』（2000年）
- 『Unholy Cult』（2002年）

In Flames - イン・フレイムス
- 『The Jester Race』（1996年）
- 『Whoracle』（1997年）
- 『Colony』（1999年）

Insision
- 『Terminal Reckoning』（2015年）

Iron Fire
- 『On the Edge』（2001年）

King Diamond - キング・ダイアモンド
- 『A Dangerous Meeting』コンピレーション（1992年）

Kipelov
- 『Zvezdy i kresty』（2017年）

The Kovenant - ザ・コヴナント
- 『Nexus Polaris』（1998年）

Kreator - クリーター
- 『Coma of Souls』（1990年）
- 『Hallucinative Comas』VHS（1991年）
- 『Past Life Trauma (1985–1992)』（2000年）
- 『Violent Revolution』（2001年）
- 『Live Kreation』（2003年）
- 『At the Pulse of Kapitulation』DVD（2008年）

Litrosis
- 『I Am Death』（2012年）

Mania
- 『Changing Times』（1989年）

Merciless Death
- 『Realm of Terror』（2008年）

Messiah
- 「Psychomorphia」EP（1991年）
- 『Choir of Horrors』（1991年）

Morning Dwell
- 『Morning Dwell』（2014年）
- 『The Guardians Of Time』（2016年）

Mordred
- 『Fool's Game』（1989年）

Night in Gales - ナイト・イン・ゲイルズ
- 『Towards the Twilight』（1997年）

Nightwish - ナイトウィッシュ
- 『Walking in the Air: The Greatest Ballads』（2011年）

Nocturnal Rites - ノクターナル・ライツ
- 『The Sacred Talisman』（1999年）
- 『Afterlife』（2000年）

Obituary - オビチュアリー
- 『The End Complete』（1992年）
- 『Anthology』（2001年）
- 『Frozen in Time』（2005年）
- 『Xecutioner's Return』（2007年）
- 『Left to Die』（2008年）
- 『Darkest Day』（2009年）
- 『Inked in Blood』（2014年）
- 「Ten Thousand Ways To Die」EP（2016年）
- 『Obituary』（2017年）

Orden Ogan
- 『Vale』（2008年）
- 『Easton Hope』（2010年）
- 『To The End』（2012年）
- 『Ravenhead』（2015年）
- 『Gunmen』（2017年）

Pariah
- 『Blaze of Obscurity』（1989年）

Pegazus
- 『Wings of Destiny』（1997年）
- 『Breaking the Chains』（1999年）
- 『The Headless Horseman』（2002年）

RAGE - レイジ
- 「Extended Power」EP（1991年）
- 「Beyond the Wall」EP（1992年）
- 『Trapped!』（1992年）
- 『10 Years in Rage』（1994年）
- 『Black in Mind』（1995年）
- 『End of All Days』（1996年）

RAVEN - レイヴン
- 『Architect of Fear』（1991年）
- 「Heads Up」EP（1991年）

Risk
- 『The Reborn』（1992年）

Running Wild - ランニング・ワイルド
- 「Wild Animal」EP（1990年）
- 『Blazon Stone』（1991年）
- 「Little Big Horn」EP（1991年）
- 『Pile of Skulls』（1992年）
- 『Black Hand Inn』（1994年）
- 『Masquerade』（1995年）
- 『The Rivalry』（1998年）

Scanner
- 『Mental Reservation』（1995年）

Secrecy
- 『Art In Motion』（1990年）

Skyclad - スカイクラッド
- 『A Burnt Offering for the Bone Idol』（1992年）

SODOM - ソドム
- 『Agent Orange』（1989年）
- 『Better Off Dead』（1990年）
- 「The Saw Is The Law」EP（1991年）
- 『Masquerade in Blood』（1995年）
- 『The Final Sign of Evil』（2007年）

The Spudmonsters
- 『Stop the Madness』（1993年）

Stratovarius - ストラトヴァリウス
- 『Visions』（1997年）

Subway to Sally
- 『Foppt den Dämon!』（2006年）

Tardy Brothers
- 『Bloodline』（2009年）

Thunderhead
- 『Killing with Style』（1993年）

Traitor
- 『Thrash Command』（2012年）

U.D.O.
- 『Timebomb』（1991年）
- 『Solid』（1997年）
- 『Holy』（1999年）

Warbringer - ウォーブリンガー
- 『Woe to the Vanquished』（2017年）

Wardance
- 『Heaven Is For Sale』（1990年）

Wayne
- 『Metal Church』（2001年）

Winter's Bane
- 『Heart of a Killer』（1993年）

ZAR
- 『From Welcome... To Goodbye』（1993年）

Zenobia
- 『Armageddon』（2012年）

V.A.
- 『Rock From Hell』（1984年）
- 『Doomsday News II』（1989年）
- 『Doomsday News III』（1990年）
- 『Glam Rock』（1990年）
- 『Nekromantik 2』（1993年）
- 『In The Name Of Satan』（1994年）